# Edgerrin James
Edgerrin James (geboren am 1. August 1978 in Immokalee, Florida) ist ein ehemaliger US-amerikanischer American-Football-Spieler auf der Position des Runningbacks. Er spielte College Football für die University of Miami, bevor er von den Indianapolis Colts im NFL Draft 1999 an vierter Stelle ausgewählt wurde. In seiner elfjährigen Profikarriere spielte er zudem noch für die Arizona Cardinals und Seattle Seahawks, wurde in seinem ersten Jahr zum NFL Offensive Rookie of the Year und in vier Pro Bowls gewählt.

## Karriere

### College
James besuchte die University of Miami und wurde einer der erfolgreichsten Runningbacks in der Geschichte dieser Universität. Er ist der einzige Spieler der Miami Hurricanes, dem es gelang in zwei aufeinanderfolgenden Spielzeiten für mehr als 1000 Yards zu laufen und er hat die meisten Spiele mit mehr als 100 Laufyards zu verzeichnen (14). Insgesamt steht er bei den insgesamt erlaufenen Yards an dritter Stelle in der Historie der Hurricanes. 2009 wurde er in die University of Miami Sports Hall of Fame aufgenommen.

### NFL

#### Indianapolis Colts
James wurde an vierter Stelle von den Indianapolis Colts ausgewählt und unterschrieb kurz darauf einen Siebenjahresvertrag über 49 Millionen US-Dollar. Kritiker meinten, dass die Colts anstelle James lieber den amtierenden Heisman-Trophy-Gewinner Ricky Williams hätten wählen sollen, doch die Entscheidung sollte sich als richtig herausstellen.
James ließ die Kritiker verstummen, indem er sofort Leistung brachte und zum NFL Offensive Rookie of the Year gewählt wurde. Außerdem erlief er in seinen ersten beiden Spielzeiten die meisten Yards unter allen Runningbacks und holte sich somit zweimal den „NFL-Rushing-Titel“. 2001 riss er sich das Kreuzband und fiel lange aus. In der Spielzeit darauf gelang es ihm nicht an die gezeigten starken Leistungen anzuknüpfen und seine Karriere schien ausgebremst. Jedoch zeigte er ab 2003 wieder seine Klasse und lief 2004 und 2005 jeweils über mehr als 1500 Yards.
2006 verließ er die Colts als ihr Rekordhalter in erlaufenen Yards (9.226). In derselben Spielzeit gewann Indianapolis Super Bowl XLI und sie überreichten James dennoch einen Super-Bowl-Ring.
2012 wurde James in den Indianapolis Ring of Honor aufgenommen.

#### Arizona Cardinals
James unterschrieb bei den Arizona Cardinals am 23. März 2006 einen Vierjahresvertrag über $30 Millionen. In den nächsten zwei Spielzeiten lief er jeweils über 1000 Yards. 2008 setzte ihn Head Coach Ken Whisenhunt zunächst nur als Blocker ein und er hatte über eine Spanne von zehn Spielen nur 20 Lauf-Versuche. Bereits vor den Play-offs verkündete er, trotz laufenden Vertrages nach der Saison nicht zu den Cardinals zurückzukehren. Das Team erreichte den Super Bowl XLII verlor jedoch 23–27 gegen die Pittsburgh Steelers.
Im April 2009 starb seine langjährige Freundin und Mutter seiner Kinder an Krebs, woraufhin er die Cardinals bat ihn zu entlassen.

#### Seattle Seahawks
Im August 2009 unterschrieb er einen Einjahresvertrag über $2 Millionen bei den Seattle Seahawks und stieß somit erst nach dem Training-Camp zur Mannschaft. James spielte in sieben Partien und erlief dabei nur 125 Yards, woraufhin er von den Seahawks am 3. November entlassen wurde.
Am 26. Juli 2011 verkündete er sein Karriereende. Im Jahr 2020 erfolgte seine Aufnahme in die Pro Football Hall of Fame.

## Rekorde

### Indianapolis Colts Franchise Rekorde
- Meiste erlaufene Yards (9.226)
- Meiste erlaufene Touchdowns (64)
- Meiste durchschnittlich erlaufene Yards pro Spiel (96,1)
- Meiste erlaufene Yards in einer Saison (1.709)
- Meiste Spielzeiten mit mehr als 1000 erlaufenen Yards (5)

## Statistik
| Saison | Team | Spiele | Laufversuche | Yards  | Durchschnitt | Längster | TD |
| 1999   | IND  | 16     | 369          | 1,553  | 4.2          | 72       | 13 |
| 2000   | IND  | 16     | 387          | 1,709  | 4.4          | 30       | 13 |
| 2001   | IND  | 6      | 151          | 662    | 4.4          | 29       | 3  |
| 2002   | IND  | 14     | 277          | 989    | 3.6          | 20       | 2  |
| 2003   | IND  | 13     | 310          | 1,259  | 4.1          | 43       | 11 |
| 2004   | IND  | 16     | 334          | 1,548  | 4.6          | 40       | 9  |
| 2005   | IND  | 15     | 360          | 1,506  | 4.2          | 33       | 13 |
| 2006   | ARI  | 16     | 337          | 1,159  | 3.4          | 18       | 6  |
| 2007   | ARI  | 16     | 324          | 1,222  | 3.8          | 27       | 7  |
| 2008   | ARI  | 13     | 133          | 514    | 3.9          | 35       | 3  |
| 2009   | SEA  | 6      | 46           | 125    | 2.7          | 10       | 0  |
| Total  |      | 148    | 3,028        | 12,246 | 4.0          | 72       | 80 |